# 李文海 (1967年)
李文海（1967年12月—），汉族，福建华安人，2004年加入中国民主建国会，1989年7月参加工作，大学学历。现任天津市人民政府副市长。
历任天津市南郊区粮食局科员，津南区粮食局驻佳木斯办事处副主任，津南区粮食局综合加工厂副厂长，津南区八里台镇镇长助理、副镇长，津南区委区政府信访办公室主任助理、副主任，津南区副区长。2016年12月，任天津市津南区人大常委会副主任。2017年7月，兼任天津市政协常委，民建天津市委主委、津南区工委主委。2017年12月，当选民建十一届中央常务委员。2022年2月，当选政协天津市第十四届委员会副主席。2023年1月，任天津市人民政府副市长。
是第十三届全国政协委员。